# 橋本ひろしの日本元気劇場!
橋本ひろしの日本元気劇場!（はしもとひろしのにっぽんげんきげきじょう）は2009年4月から9月までTOKYO FMなどで放送されていたラジオ番組。

## 概要
放送開始の前月まで放送されていた「橋本ひろしの世の中は口に出してはいけないことで成り立っている」はTOKYO FMローカルだったが、この番組は6局ネットに拡大して放送されている。
設定は、六本木にある架空の劇場「日本元気劇場」が舞台で、観客がラジオの前のリスナー、キャパシティは3000万人、橋本ひろしが毎週観客に元気をブチ込んでいるというもの。
番組では橋本ひろしのライブ音源が放送されている。
CMは流れないが、この番組はスポンサード番組であるため、放送地域は東京、大阪と橋本ひろしの出身地の長野と日本元気劇場（石川県加賀市のテーマパーク）が所在する北陸に限られている。レギュラー放送時間が特別番組編成になる場合も休止にはならず、日時を変更して放送された。

## 出演
- 橋本ひろし
- 館山健次郎（案内人）

## ネット局と放送時間
- TOKYO FM （土）25:00-25:30
- FM OSAKA （金）26:00-26:30
- FM長野 （土）24:00-24:30
- FMとやま （日）24:30-25:00
- FM石川 （日）24:30-25:00
- FM福井 （日）24:30-25:00